# معاريف

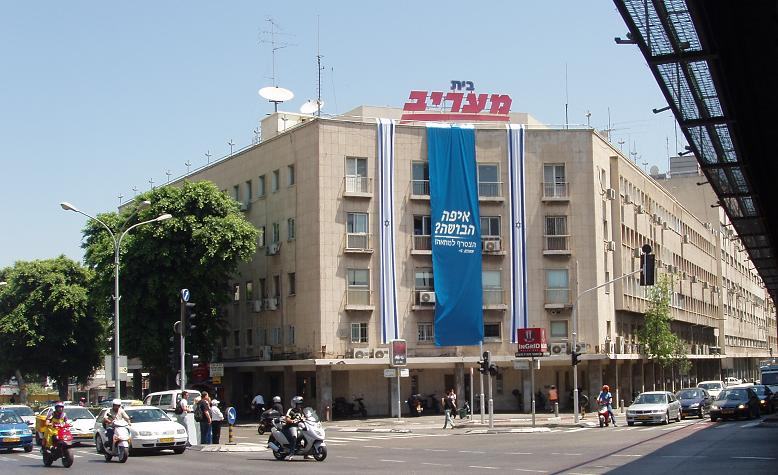
(بيت معريف) في تقاطع طرق معاريف، تل أبيب

معاريف أو معريف (بالعبرية: מעריב وتعني مباشر المساء أو مغرب) هي ثاني الصحف انتشاراً في إسرائيل. تصدر الصحيفة يومياً باللغة العبرية. مقر التحرير هو في تل أبيب. حالياً هناك رئيسان للتحرير وهما دورون غلعيزر وروتي يوفيل بعد استقالة رئيس التحرير السابق أمنون دانكنر في نهاية 2007. يتمسك التحرير بالخط المعتدل من الناحية السياسية ولكن يميل تجاه اليمين. في الماضي كانت صحيفة مسائية (ومن هنا أتى الاسم)، ولكن في الوقت الراهن تصدر صباحا.